# Lomographa punctata
Lomographa punctata är en fjärilsart som beskrevs av Fabricius 1775. Lomographa punctata ingår i släktet Lomographa och familjen mätare. Inga underarter finns listade i Catalogue of Life.